# Championnat de Hongrie de football 1907-1908
Navigation
Saison précédente Saison suivante
La saison 1907-1908 du Championnat de Hongrie de football est la 7e édition du championnat de première division en Hongrie, la Nemzeti Bajnokság. Les neuf meilleurs clubs de Budapest sont regroupés au sein d'une poule unique où ils se rencontrent deux fois au cours de la saison, à domicile et à l'extérieur. En fin de saison, il n'y a ni promotion, ni relégation.
C'est le MTK Budapest qui termine en tête du classement final du championnat, avec trois points d'avance sur le double tenant du titre, le Ferencváros TC et quatre sur le Magyar AC. C'est le 2e titre de champion de Hongrie de l'histoire du club.

## Les clubs participants
| - Fővárosi TC - Budapest TC - Promu de II. Osztályú Bajnokság - Ferencváros TC - Typographia SC - MTK Budapest - Magyar AC - Ujpest TE - Budapest AK - Törekvés SE - Promu de II. Osztályú Bajnokság |

## Compétition

### Classement
Le barème utilisé pour établir le classement est le suivant :
- Victoire : 2 points
- Match nul : 1 point
- Défaite, forfait ou abandon : 0 point

| Rang | Équipe             | Pts | J  | G  | N | P  | Bp | Bc | Diff |
| ---- | ------------------ | --- | -- | -- | - | -- | -- | -- | ---- |
| 1    | MTK Budapest       | 28  | 16 | 12 | 4 | 0  | 45 | 15 | +30  |
| 2    | Ferencváros TC (T) | 25  | 16 | 11 | 3 | 2  | 62 | 27 | +35  |
| 3    | Magyar AC          | 24  | 16 | 11 | 2 | 3  | 83 | 20 | +63  |
| 4    | Ujpest TE          | 18  | 16 | 8  | 2 | 6  | 20 | 27 | -7   |
| 5    | Törekvés SE (P)    | 14  | 16 | 6  | 2 | 8  | 25 | 47 | -22  |
| 6    | Budapest TC (P)    | 13  | 16 | 5  | 3 | 8  | 48 | 27 | +21  |
| 7    | Fovarosi TC        | 10  | 16 | 4  | 2 | 10 | 26 | 48 | -22  |
| 8    | Budapest AK        | 10  | 16 | 4  | 2 | 10 | 24 | 51 | -27  |
| 9    | Typographia SC     | 2   | 16 | 1  | 0 | 15 | 11 | 82 | -71  |

|  | Vainqueur du championnat de Hongrie 1907-1908           |
|  | (T) Tenant du titre (P) Promu de II. Osztályú Bajnokság |

## Bilan de la saison
| Championnat de Hongrie de football 1907-1908 |                         |
| Champion                                     | MTK Budapest (2e titre) |
| Coupes et trophées                           |                         |
| Vainqueur de la Coupe de Hongrie 1907-1908   | Non disputée            |
| Promotions et relégations                    |                         |
| Promus en Nemzeti Bajnokság                  | Aucun                   |
| Relégués en II. Osztályú Bajnokság           | Aucun                   |